# Liechtenstein aux Jeux olympiques de la jeunesse d'hiver de 2016
Le Liechtenstein participe aux Jeux olympiques de la jeunesse d'hiver de 2016 à Lillehammer en Norvège du 12 au 21 février 2016. Deux athlètes représentent le pays pour cette édition.

## Résultats

### Bobsleigh
| Athlète        | Épreuve | Finale   | Finale   | Finale        | Finale |
| Athlète        | Épreuve | Manche 1 | Manche 2 | Total         | Rang   |
| -------------- | ------- | -------- | -------- | ------------- | ------ |
| Gabriel Ospelt | Monobob | 57 s 84  | 57 s 76  | 1 min 55 s 60 | 7      |

### Ski alpin
| Athlète       | Épreuve      | Finale          | Finale          | Finale          | Finale          |
| Athlète       | Épreuve      | Manche 1        | Manche 2        | Total           | Rang            |
| ------------- | ------------ | --------------- | --------------- | --------------- | --------------- |
| Silvan Marxer | Slalom       | N'a pas terminé | N'a pas terminé | N'a pas terminé | N'a pas terminé |
| Silvan Marxer | Slalom géant | 1 min 22 s 41   | 1 min 20 s 66   | 2 min 43 s 07   | 21              |
| Silvan Marxer | Super-G      |                 |                 | 1 min 13 s 94   | 28              |
| Silvan Marxer | Combiné      | N'a pas terminé | N'a pas terminé | N'a pas terminé | N'a pas terminé |